# Areley Hall
Areley Hall ist ein Landhaus beim Dorf Areley Kings bei Stourport-on-Severn in der englischen Grafschaft Worcestershire. Das von English Heritage als historisches Bauwerk II. Grades gelistete Haus sollte man nicht mit der nahegelegenen Astley Hall, dem früheren Heim des ehemaligen britischen Premierministers Stanley Baldwin, verwechseln. In der Gegend gibt es noch eine Reihe anderer Land- und Herrenhäuser, darunter Witley Court, Pool House, Hartlebury Castle und Abberley Hall mit ihrem Uhrenturm.
Areley Hall stammt größtenteils aus dem Ende des 16. Jahrhunderts, wenn sie auch in den 1820er- und 1870er-Jahren wesentlich umgebaut wurde. Es handelt sich im Großen und Ganzen um ein Fachwerkhaus; einige Teile aus Ziegeln wurden angebaut. Innen zeigen das Treppenhaus und die Dachstruktur, dass wesentliche Teile der originalen Hauses bis heute erhalten sind. Die offenen Kamine und andere Einrichtungsdetails stammen aber aus den Umbauten des 19. Jahrhunderts. Areley Hall wurde 1950 in die Liste historischer Gebäude aufgenommen.